# Кошкіно (Вачський район)
Кошкіно (рос. Кошкино) — село в Вачському районі Нижньогородської області Російської Федерації.
Населення становить 74 особи. Входить до складу муніципального утворення Чулковська сільрада.

## Історія
Від 2009 року входить до складу муніципального утворення Чулковська сільрада.

## Населення
| 1859 | 1905 | 1926 | 1999 | 2002 | 2010 |
| ---- | ---- | ---- | ---- | ---- | ---- |
| 235  | ↗287 | ↗307 | ↘111 | ↘94  | ↘74  |